# Nomada cordleyi
Nomada cordleyi är en biart som beskrevs av Cockerell 1903. Nomada cordleyi ingår i släktet gökbin, och familjen långtungebin. Inga underarter finns listade i Catalogue of Life.